# 白蛇 (樂團)
白蛇樂團，英國硬式搖滾樂團，由David Coverdale在離開深紫樂團後、於1978年創立。早期樂風與深紫樂團的作品相似，然而到了1980年代中期樂風逐漸轉向較商業化的流行風格，服裝上也逐漸向當時流行的華麗風格靠攏。早期3張專輯皆已經入圍英國前10名，
而在1987年發行的同名專輯同名專輯
- Whitesnake (album) (1987)

這張專輯在全球取得了重要和商業上的成功，最終僅在美國就賣出了超過 800 萬張，因此在 1995 年 2 月被 RIAA 評為8白金唱片。它連續10週在美國 Billboard 200 排行榜上名列第2，雖然被3張不同的專輯，包括米高積遜的《Bad》登上榜首，但在 1987 年的前 5 名中的週數Whitesnake比任何其他專輯都要多。
Whitesnake 是該樂隊在美國的最高排行榜專輯，在英國排名第 8。
4首歌曲作為官方單曲發行，“Still of the Night”、“Here I Go Again '87”、“Is This Love”、“Give Me All Your Love ('88 Mix)”和一首宣傳單曲， “Crying in the rain'87”。其中，“Here I Go Again”和“Is This Love”是樂隊最成功的排行榜單曲，分別位居Billboard Hot 100第1和第2位。
它在美國的成功將其前身 Slide It In (1984) 從金唱片提升到了 RIAA 的雙白金唱片，並將看到該樂隊在 1988 年全英音樂獎最佳英國團體獎和 1988 年美國音樂獎上獲得提名最喜歡的流行/搖滾專輯。</ref>則更受歡迎。

## 簡介
Whitesnake 早年在英國、歐洲和日本取得了巨大的成功。他們的專輯《Ready an' Willing》(1980), 《Come an' Get It》(1981) 和 《Saints & Sinners》(1982) 都進入了英國專輯排行榜的前十名。然而，到了 1980 年代中期，Coverdale 已將目光投向了在北美取得突破，而 Whitesnake 在北美仍然鮮為人知。在美國唱片公司 Geffen Records 的支持下，Whitesnake 於 1987 年發行了他們的同名專輯《Whitesnake》(1987)，這成為他們迄今為止最大的成功，在美國銷量超過 800 萬張，並催生了熱門單曲“Here I Go Again”和“Is This Love”。 Whitesnake 也採用了更現代的外觀，類似於洛杉磯的華麗金屬場景。在 1989 年發行《Slip of the Tongue》(1989)後，Coverdale 決定擱置 Whitesnake樂團以從音樂產業中解脫出來。除了 1990 年代的幾次短暫重聚外，Whitesnake由 1990 年一直到 2003 年13年間都處於不活躍狀態，當時 Coverdale 組建了一個新陣容來慶祝樂隊成立 25 週年。從2003年起，Whitesnake 又發行了4張錄音室專輯，並在世界各地進行了廣泛的巡迴演出。

## 歷史

### 深紫時期（1973–1976）
主唱David Coverdale在1973–1976年間擔任70年代3大著名樂隊Deep Purple主唱，為Deep Purple第3期(Mark III)到第4期(Mark IV)成員，期間Deep Purple推出了3張作品。
而於2015年白蛇樂隊推出的《The Purple Album》(2015)專輯中，全部歌曲均來自深紫樂隊陣容 Mark III 和 Mark IV (即David Coverdale在藉時期)的歌曲的翻唱，
分別來自3張專輯:《Burn》(1974)、《Stormbringer》(1974)、《Come Taste the Band》(1975)專輯中的歌曲。

### 創建階段（1976–1978）
1976 年 3 月，David Coverdale 離開了Deep Purple。離開 Deep Purple 後，Coverdale 於 1977 年 5 月發行了他的個人專輯 White Snake。他的第二張個人專輯 Northwinds 於 1978 年 3 月發行。兩者都結合了布魯斯、靈魂和放克的元素，因為 Coverdale 想要遠離深紫色的硬式搖滾聲音。

### 樂團早期（1978–1982）
早期白蛇風格仍然偏向藍調搖滾，可以從作品中聽到Deep Purple的曲風。1980年，許多硬式搖滾和重金屬樂團都進入英國專輯排行榜前十強，白蛇的《蓄勢待發》最高第6名。
- Trouble (1978)
- Lovehunter (1979)
- Ready an' Willing (1980)
- Come an' Get It (1981)
- Saints & Sinners (1982)

### 轉型時期（1983–1984）
Slide It In (1984)可以說是樂隊一個重要里程碑，從這張專輯開始，曲風由藍調搖滾轉向硬式搖滾。
- Slide It In (1984)

### 巔峰時期（1985–1990）
此時樂隊發表了最著名2張專輯，其中Whitesnake (1987)單在美國賣出800萬張，而Slip of the Tongue (1989)亦賣出100萬張。
- Whitesnake (1987)
- Slip of the Tongue (1989)

### 暫停活動（1990–2003）
1990 年 2 月，Whitesnake 開始了 Liquor & Poker 世界巡迴演唱會，在此期間，樂隊第二次登上了多寧頓城堡的 Monsters of Rock 音樂節。
樂隊於解散前最終巡演日期為 1990 年 9 月 26 日在東京的武道館。
演出結束後，Coverdale 通知樂隊的其他成員，他將延長休息時間，從而有效地解散了 Whitesnake。他鼓勵樂隊成員接受任何外部工作邀請。 Coverdale 決定擱置 Whitsnake 主要是因為筋疲力盡。儘管 Whitesnake 取得了成功，但他表示自己感到不滿足，需要時間“評估和審查”，看看他是否還想繼續。與此同時，Coverdale 正在與 Tawny Kitaen 離婚。
Whitesnake 解散後，Steve Vai 繼續他的個人生涯，已經發行了他的第二張個人專輯與 Whitesnake 巡演期間。
Vandenberg、Sarzo 和 Aldridge 將組成樂隊Manic Eden，該樂隊於 1994 年發行了一張專輯。
Coverdale 在 1993 年重新露面，當時他和 Led Zeppelin 吉他手 Jimmy Page 一起發行了 an album。

### 復出之後（2003–Present）
從2003年起，Whitesnake 又發行了4張錄音室專輯，並在世界各地進行了廣泛的巡迴演出。
- 《Good to Be Bad》 (2008)
- 《Forevermore》 (2011)
- 《The Purple Album》 (2015)
- 《Flesh & Blood》 (2019)

## 評價
Whitesnake 在其職業生涯中曾被提名多個名單之中。
除了被提名為1988年全英音樂獎的最佳英國樂隊之外， 他們還被多家媒體列入有史以來最偉大的硬式搖滾樂隊名單，
而他們的歌曲和專輯也出現在 VH1 和滾石 (雜誌)等媒體的許多“最佳”名單中。
- 英國唱片業協會音樂獎的最佳英國樂隊(1988年獲提名)
- 100位最偉大的硬式搖滾藝術家(100名中位列第85名)[17]
- 史上前頭25名的硬式搖滾藝術家(25名中位列第19名)[18]
- VH1(音樂頻道)：“80 年代最偉大的 100 首歌曲”(100名中位列第17名)[19]
- 滾石 (雜誌): 有史以來最偉大的 50 張華麗金屬專輯(50名中位列第12名)[20]
- 讀者投票：有史以來最好的華麗金屬歌曲(10名中位列第9名)[21]

## 影響

### 音樂和抒情元素
在英國重金屬新浪潮期間，Whitesnake與其他具有旋律性和相似性的硬式搖滾風格樂隊如Rainbow、Magnum、UFO、Thin Lizzy具有同等代表性。

## 成員
現任成員
- David Coverdale – lead vocals (1978–1990, 1994, 1997, 2003–present)
- Tommy Aldridge（英语：Tommy Aldridge） – drums (1987–1990, 2003–2007, 2013–present)
- Reb Beach（英语：Reb Beach） – guitars, backing vocals (2003–present)
- Joel Hoekstra（英语：Joel Hoekstra） – guitars, backing vocals (2014–present)
- Michele Luppi（英语：Michele Luppi） – keyboards, backing vocals (2015–present)
- Dino Jelusick（英语：Dino Jelusick） – keyboards, backing vocals (2021–present)
- Tanya O'Callaghan – bass, backing vocals (2021–present)

## 音樂作品
錄音室專輯
- 《Trouble (Whitesnake album)》 (1978)
- 《Lovehunter（英语：Lovehunter）》 (1979)
- 《Ready an' Willing（英语：Ready an' Willing）》 (1980)
- 《Come an' Get It（英语：Come an' Get It）》 (1981)
- 《Saints & Sinners (Whitesnake album)》 (1982)
- 《Slide It In（英语：Slide It In）》 (1984)
- 《Whitesnake (album)》 (1987)
- 《Slip of the Tongue（英语：Slip of the Tongue）》 (1989)
- 《Restless Heart (Whitesnake album)》 (1997)
- 《Good to Be Bad（英语：Good to Be Bad）》 (2008)
- 《Forevermore (Whitesnake album)》 (2011)
- 《The Purple Album (Whitesnake album)》 (2015)
- 《Flesh & Blood (Whitesnake album)》 (2019)

### 腳註
1. ↑  （1978–1982），當時白蛇樂隊仍然偏向深紫樂隊的藍調搖滾風格
2. ↑  https://www.officialcharts.com/artist/18114/whitesnake/ （页面存档备份，存于）

  - Ready an' Willing (1980) 第6名
  - Come an' Get It (1981) 第2名
  - Saints & Sinners (1982) 第9名
3. ↑  https://www.officialcharts.com/artist/18114/whitesnake/ （页面存档备份，存于）
*Ready an' Willing (1980) 第6名
*Come an' Get It (1981) 第2名
*Saints & Sinners (1982) 第9名
4. ↑  Deep Purple、Black Sabbath、Led Zeppelin
5. ↑  .   [2022-11-04]. （原始内容存档于2022-06-16）.
6. ↑  Popoff 2015，第17頁.
7. ↑  Popoff 2015，第22頁.
8. ↑  Popoff 2015，第14, 16, 19頁.
9. ↑  Whitesnake Charts & n.d.(a).
10. ↑  . Metal Hammer. Vol. 6 no. 23 (Berlin, Germany: ZAG Zeitschriften-Verlag). 1989: 6.
11. 1 2  Chirazi, Steffan. . Classic Rock presents: Whitesnake - Forevermore (The Official Album Magazine) (London, England: Future plc). March 2011: 10–24  [15 February 2021]. （原始内容存档于2021-08-08）.
12. ↑  Popoff 2015，第198頁.
13. ↑  Wall, Mick. . Kerrang!. No. 303 (London, England: United Newspapers). 18 August 1990: 16–20.
14. ↑  . Metal Hammer. Vol. 5 no. 7 (Berlin, Germany: ZAG Zeitschriften-Verlag). 1988: 7.
15. ↑  Greene, Andy. . Rolling Stone. 7 July 2016  [11 February 2021]. （原始内容存档于2022-11-06）.
16. ↑  . VH1.com.   [24 April 2014]. （原始内容存档于5 June 2011）.
17. ↑  Hicks, Tony; Harrington, Jim. . The Mercury News. 21 September 2015  [24 April 2014]. （原始内容存档于2022-11-04）.
18. ↑  . Rock on the Net.   [1 March 2021]. （原始内容存档于2019-11-19）.
19. ↑  Beaujour, Tom; Bienstock, Richard; Eddy, Chuck; Fischer, Reed; Grow, Kory; Johnston, Maura; Weingarten, Christopher R. . Rolling Stone. 31 August 2019  [11 February 2021]. （原始内容存档于2022-11-04）.
20. ↑  . Rolling Stone. 20 June 2012  [1 March 2021]. （原始内容存档于2022-11-04）.
21. ↑  Bayer 2009，第39–41頁.

## 外部連結
- 官方网站